# Laurent del Colombo
Laurent del Colombo (* 27. April 1959) ist ein ehemaliger französischer Judoka. Er war 1981 Europameisterschaftsdritter.

## Sportliche Karriere
Der 1,93 m große Laurent del Colombo startete im Schwergewicht und bei einigen internationalen Meisterschaften auch in der offenen Klasse.
Er war Dritter der Kadetteneuropameisterschaften 1975 und der Junioreneuropameisterschaften 1977. 1978 gewann er eine Bronzemedaille bei den Weltmeisterschaften der Studierenden und eine Silbermedaille bei den Junioreneuropameisterschaften. 1980 gewann er seinen ersten französischen Meistertitel. 1981 belegte er beim Tournoi de Paris den zweiten Platz hinter dem Japaner Hitoshi Saitō. Bei den Europameisterschaften 1981 in Debrecen gewann er eine Bronzemedaille hinter Grigori Weritschew aus der Sowjetunion und Dimitar Saprjanow aus Bulgarien. Im Jahr darauf trat er bei den Europameisterschaften in Rostock in der offenen Klasse an. Nach einer Halbfinalniederlage gegen den Ungarn András Ozsvár verlor er auch den Kampf um Bronze gegen den Deutschen Arthur Schnabel. Bei den Mittelmeerspielen 1983 startete Angelo Parisi für Frankreich im Schwergewicht und Laurent del Colombo in der offenen Klasse, beide gewannen ihren Wettbewerb. Anfang 1984 siegte Parisi gegen del Colombo im Finale des Tournoi de Paris. Bei den Europameisterschaften 1984 startete Parisi in der offenen Klasse und del Colombo im Schwergewicht. Während Parisi seinen Wettbewerb gewann, verpasste Laurent del Colombo nach Niederlagen gegen den Deutschen Alexander von der Groeben und Alexei Tjurin aus der Sowjetunion die Runde der letzten acht Kämpfer. Bei den Olympischen Spielen 1984 in Los Angeles trat Parisi im Schwergewicht an und gewann die Silbermedaille. Laurent del Colombo bezwang im Viertelfinale der offenen Klasse den Südkoreaner Kim Gwan-hyeon und unterlag im Halbfinale dem Japaner Yasuhiro Yamashita. Den Kampf um Bronze verlor er gegen Arthur Schnabel. Ende 1984 gewann Laurent del Colombo Bronze bei den Weltmeisterschaften der Studierenden.
1985 unterlag Laurent del Colombo im Schwergewichts-Halbfinale der Weltmeisterschaften in Seoul dem Südkoreaner Cho Yong-chul und belegte letztlich den fünften Platz. Nach einem Jahr Pause gewann er 1987 den französischen Meistertitel. Bei den Europameisterschaften 1987 schied er frühzeitig gegen den Ungarn László Tolnai aus. Bei den Weltmeisterschaften in Essen unterlag er im Viertelfinale der offenen Klasse dem Japaner Naoya Ogawa. Nach seiner Niederlage in der Hoffnungsrunde gegen den Kubaner Jorge Fis Castro belegte Laurent del Colombo den siebten Platz. 1989 gewann del Colombo zunächst die französischen Meisterschaften und siegte dann beim Tournoi de Paris. Bei seiner letzten Teilnahme an einer internationalen Meisterschaft erreichte er den siebten Platz im Schwergewicht bei den Weltmeisterschaften 1989.